# روجيريو ماتياس
روجيريو ماتياس (بالبرتغالية: Rogério Matias‏) (22 أكتوبر 1974 بفيلا فرانكا دي إكسيرا في البرتغال - ) هو لاعب كرة قدم برتغالي في مركز الدفاع. شارك مع منتخب البرتغال لكرة القدم. أما مع النوادي، فقد لعب مع ستاندارد لييج وفيتوريا دي غيماريش ونادي أكاديميكا كويمبرا ونادي ريو أفي ونادي مايا ‏ ونادي قلمرية المتحد وأمورا ‏ وAD Fafe ‏ وكامبومايورنسي ‏.

## وصلات خارجية
- روجيريو ماتياس على موقع قاعدة بيانات كرة القدم.إي يو (الإنجليزية)
- روجيريو ماتياس على موقع ناشيونال فوتبول تيمز (الإنجليزية)